# Сарајевска хагада
Сарајевска Хагада (хебр. הַגָּדָה - прича, препричавање, казивање) је јеврејски рукописни осликани кодекс, који потиче из средњовековне Шпаније. Сматра се једном од најлепших књига ове врсте а чува се у Земаљском музеју у Сарајеву и у његовом поседу налази се од 1894. године, док је прије тога припадала сарајевској јеврејској породици Коен.

## Историја
Претпоставља се да је настала око 1350. године у Барселони, која је тада била у саставу Арагона. Сарајевска Хагада је заједно са Јеврејима напустила Шпанију још у 15. веку, а постоје подаци да се још 1609. године налазила у Италији.
Садржај сарајевске Хагаде исписан је калиграфским писмом на прерађеној и истанчаној кожи, у периоду када папир још увек није ушао у масовну употребу. Ова изузетна рукописна књига има 142 пергаментска листа, величине 16,5x22,8 цм. Увезани су у табаке од по осам или дванаест страница. На прва 34 листа има 69 минијатура са призорима из библијске историје, од стварања света до Мојсијеве смрти и са приказом месних пасхалних обичаја. На 50 листова квадратним хебрејским писмом средњовековног шпанског типа исписан је текст пасхалне хагаде са илуминацијама, заставицама и мајускулима (велика почетна слова) у боји и у позлати и другим ликовним решењима у којима се види готичко-провансалски утицај. На крају кодекса је додатак са збирком песама, избором из Талмуда, молитвеника и Библије са деловима за остале дане празника, без украса.